# اینویکتوس گیمز
اینویکتوس گیمز (انگلیسی: Invictus Games) شرکت بازی ویدئویی مجارستانی است، که در سال ۱۹۹۲ تأسیس شد.